# Макартур, Кеннет
Кеннеди Кейн Макартур (англ. Kennedy Kane McArthur; 10 февраля 1881 — 13 июня 1960) — южноафриканский легкоатлет, олимпийский чемпион.

## Биография
Кеннет МакАртур родился в деревне Дервок в графстве Антрим, Северная Ирландия. Уже в детстве он показывал хорошие результаты в лёгкой атлетике, однако не занимался ею серьёзно до эмиграции в Южную Африку в 1901 году.

## Спортивная карьера
В 1906 году, став полицейским в Йоханнесбурге, МакАртур занялся всерьёз лёгкой атлетикой. Вскоре он выиграл чемпионат Трансвааля по бегу на полторы мили, по бегу на 5 миль, и два национальных чемпионата по бегу по пересечённой местности.
Макартур впервые пробежал марафон в конце сезона 1908 года, и неожиданно победил Чарльза Хеферона, завоевавшего серебряную медаль на Олимпиаде-1908. Также он выиграл национальные чемпионаты по бегу на 1 милю и бегу на 10 миль.
На Олимпиаде-1912 в Стокгольме марафон пришлось бежать в условиях летней жары. Макартур и его товарищ по команде Гитсхам вскоре заняли позиции лидеров. Будучи уверенным в победе, Гитсхам остановился выпить воды, ожидая, что его товарищ по команде сделает также, как они и уславливались. Однако Макартур неожиданно побежал вперёд, вырвавшись в лидеры, и на финише опередил Гитсхама на 58 секунд.
В следующем сезоне Макартур повредил ногу и был вынужден прекратить занятия лёгкой атлетикой. Всего за свою карьеру он пробежал шесть марафонов (включая дистанцию на Олимпиаде) и ни разу не проиграл.